# Пєтухово (Архангельська область)
Пєтухово (рос. Петухово) — присілок в Вілегодському районі Архангельської області Російської Федерації.
Населення становить 46 осіб. Входить до складу муніципального утворення Вілегодський муніципальний округ.

## Історія
До 2020 року входихо до складу муніципального утворення Павловське муніципальне утворення.

## Населення
| 2002 | 2010 | 2012 |
| ---- | ---- | ---- |
| 46   | ↘35  | ↗46  |